# Джейсон Блейк
Джейсон Блейк (англ. Jason Blake; 2 вересня 1973, Мурхед, США) — американський хокеїст, лівий/правий нападник.
Виступав за Університет Північної Дакоти (NCAA), «Лос-Анджелес Кінгс», «Лоуелл-Лок Монстерс» (АХЛ), «Нью-Йорк Айлендерс», «Лугано», «Торонто Мейпл-Ліфс», «Анагайм Дакс».
В чемпіонатах НХЛ — 871 матч (213 голів, 273 передачі), у турнірах Кубка Стенлі — 30 матчів (6 голів, 5 передач).
У складі національної збірної США учасник зимових Олімпійських ігор 2006 (6 матчів, 0+0), учасник чемпіонатів світу 2000 і 2009 (16 матчів, 2+4), учасник Кубка світу 2004 (4 матчі, 1+0).

## Досягнення
- Учасник матчу всіх зірок НХЛ (2007)
- Володар трофею Білла Мастертона (2008).